# Carlos Gardel
Carlos Gardel, właśc. Charles Romuald Gardès (ur. 11 grudnia 1890 w Tuluzie, Francja, zm. 24 czerwca 1935 w Medellín, Kolumbia) – argentyński śpiewak francuskiego pochodzenia, wykonawca pieśni z gatunku tango.

## Działalność artystyczna
Przez Argentyńczyków uważany za największego spośród tych, którzy kiedykolwiek śpiewali tango i za jednego z największych kompozytorów tego gatunku muzycznego. Uznawany jest za osobę, która na stałe wprowadziła lirykę (tekst) do tanga argentyńskiego od nagrania w końcu 1917 piosenki Mi noche triste. Światowe sukcesy tanga argentyńskiego poprzedzają sukcesy Gardela o przynajmniej dekadę (dla przykładu 1913 był rokiem szaleństwa tanga w Paryżu), ale do jego czasów, tango było głównie muzyką do słuchania i tańczenia. Śpiewał w duecie z Razzano, z którym odnosił największe sukcesy pomiędzy 1911 a 1918. W latach 1917–1925 przyczynił się do powstania piosenki tanga jako nowego gatunku. Od 1930 przebywał w Paryżu i w Buenos Aires. Pracował w Nowym Jorku pomiędzy 1933 a 1935, gdzie pracował m.in. nad filmami. Płyty z jego nagraniami rozchodziły się w ogromnych nakładach, a i dziś cieszą się niemałym powodzeniem.

Pomiędzy 1917 a 1921 Gardel nagrał 17 tang, w 1922 – 20, a w 1923 – 33 tanga. W okresie tym piosenka tanga stała się jego głównym repertuarem. Wraz ze swoim wieloletnim współpracownikiem, Alfredo Le Pera, Gardel napisał wiele klasycznych tang, np. Mi Buenos Aires Querido czy Volver. Całkowity dorobek Gardela obejmuje około 1500 utworów.
Życie stracił w katastrofie lotniczej nad Kolumbią w 1935. Ciało Gardela na cmentarz Chacarita w Buenos Aires odprowadziło tysiące wielbicieli. Dziś pod jego grobowcem leżą zawsze świeże kwiaty. Tu wznosi się też jego posąg naturalnej wielkości: uśmiech utrwalony w grynszpanie, ręka podniesiona lekko jak przy śpiewaniu, w której dwa wyciągnięte palce proszą o papierosa.
Powstało wiele filmów z udziałem Gardela, głównie by promować wykonywane przez niego pieśni.

## Filmy z udziałem Carlosa Gardela

Fileteado autorstwa Elvio Gervasiego z wizerunkiem Gardela na rogu ul. nazwanej imieniem Gardela i ul. Anchorena (Buenos Aires, Argentyna)

- Luces de Buenos Aires (1931)
- Esperame (1933)
- La Casa es seria (1933)
- Melodia de Arrabal (1933)
- Cuesta abajo (1934)
- El Tango en Broadway (1934)
- El Día que me quieras (1935)
- Cazadores de estrellas (1935)
- Tango Bar (1935)